# アリゴ座
アリゴ座（アリゴざ）は、東京を中心に活動する日本の劇団。2015年、『「感謝の気持ち＝ありがとうございます」を忘れず謙虚にがんばっていこう！』という精神で荒木建策を中心に旗揚げされた。

## 主宰
荒木建策

## 所属俳優
- 春名生子
- 前地佑哉
- しかのしかまる
- 中田由布
- コンドーヨーヘイ
- 千ヶ崎佑也
- 前川彩稀恵
- 石井メーデル
- 樋口竜生
- 菅野翔馬

## 上演作品
- 第1回「Tower!」（2015年12月25日〜2015年12月27日、劇場HOPE）
- 第2回「メゾン・ド・ユー」（2016年6月3日〜2016年6月5日、千本桜ホール、2017年度北海道戯曲賞最終選考作品[2]）
- 第1回オムニバス公演「アナッカブーティー・サンザ（ナム）」（Theater Option）
- 第3回「Mr. Prisoner」（2016年12月2日〜2016年12月4日、新宿シアターミラクル）
- 第5回「サッサの姉」（2017年8月4日〜2017年8月6日、千本桜ホール）
- 第6回「グリザイユ！」（2017年12月1日〜2017年12月3日、シアターグリーンBASE THEATER）
- アリゴ座×曼荼羅中毒合同公演「東雲アンダードッグ」（2018年4月26日〜2018年4月29日、ザムザ阿佐ヶ谷）[3]
- 第7回「EOL」（2018年9月27日〜2018年9月30日、アートスペースサンライズホール）[4][5]
- 第8回「釘がないので」（2018年12月21日〜2018年12月22日、赤坂CHANCEシアター）
- アリゴ座スピンオフユニット 髪の毛が燃えたときの匂い 第1回「浮上」（2019年6月28日〜2019年6月30日、千本桜ホール）
- 特別公演『グリザイユ』in佐世保（2019年11月17日、アルカスSASEBO）[6]